# Rachel Dratch
Rachel Susan Dratch, född 22 februari 1966 i Lexington, Massachusetts, är en amerikansk skådespelare och komiker.
Dratch är bland annat känd för att ha varit en del av skådespelarensemblen i det amerikanska humorprogrammet Saturday Night Live från 1999 till 2006. Hon har spelat i långfilmer som Min stora feta grekiska semester (2009) och haft biroller i tv-serierna Kungen av Queens och 30 Rock med flera. Dratch har även uppträtt på scen tillsammans med Tina Fey.

## Filmografi i urval
- 1999–2006 – Saturday Night Live (TV-serie)
- 2002–2004 – Kungen av Queens (TV-serie)
- 2003 – Down with Love
- 2005 – Winter Passing
- 2006–2012 – 30 Rock (TV-serie) (16 avsnitt)
- 2006 – Click
- 2007 – Härmed förklarar jag er Chuck och Larry
- 2009 – Spring Breakdown
- 2009 – Min stora feta grekiska semester
- 2009 – I Hate Valentine's Day
- 2011 – Min låtsasfru
- 2015 – Sisters
- 2021 – Mr. Mayor (TV-serie)
- 2023 – Spider-Man: Across the Spider-Verse (röst)